# خفتان

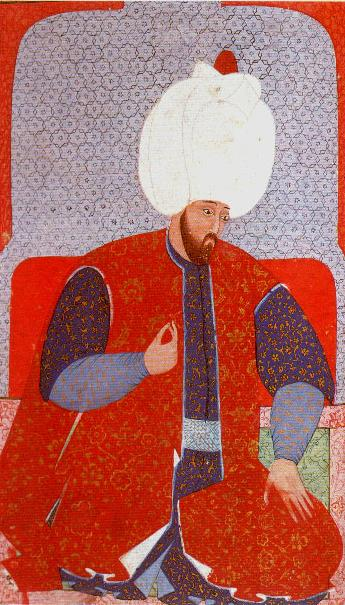
السلطان العثماني سليمان القانوني وهو يرتدي خفتانا منسوجا من النسيج

يبدو أن الخفتان هو أقدم فستان تركي، ويمكن إرجاع هذا الزي إلى فترة الهون والغوكتورك. كان الخفتان هو الثوب المفضل الذي ترتديه الدول التركية في آسيا الوسطى، والإمبراطورية التركية في الهند، والأتراك السلاجقة والعثمانيين. لقد كان أهم عنصر في العصر السلجوقي ويقال إن أقدم الأمثلة المعروفة لهذا الرداء عُثِر عليها في مقابر الهون. يتكون زي فترة غوكتورك من خفاتين طويلة مغلقة بحزام عند الخصر، ويمكن ملاحظة هذه الخفتان في تماثيل غوكتورك.
أعطى السلطان السلجوقي أحمد سنجر، الذي حكم من 1097 إلى 1118، 1000 خفتان أحمر لجنوده. وفي عام 1058 وكذلك في فترة السلطان السلجوقي مالك شاه الأول، ارتدى الأتراك السلاجقة الخفتان، واكتشفت التنقيبات خفتان طفل يعود تاريخه إلى عهد سنجر شاه الذي حكم من 1185 أو 1186 إلى 1187.
يصور بلاط قصر قباد آباد شخصيات تركية ترتدي الخفتان. بُنِي القصر للسلطان علاء الدين كيقباد الأول الذي حكم من عام 1220 إلى 1237. علاوة على ذلك، تصور الرسوم السلجوقية النموذجية من القرن الحادي عشر إلى القرن الثالث عشر شخصيات ترتدي الخفتان على الطراز التركي. كان يرتدي الخفتان أيضًا سلاجقة الأناضول الذين قدموا الخفتان إلى السلطان العثماني الأول عثمان الأول. وفيما يتعلق بميراث عثمان الأول، وصف المؤرخ نصري الخفتان في قائمة العناصر الموروثة: "كان هناك خفتان قصير الأكمام من أزياء دنيزلي".
في عملية التنقيب في كينيت في تركيا، عُثِر على وعاء يعود تاريخه إلى أوائل القرن الرابع عشر وعليه صورة رجل يرتدي ما يبدو أنه خفتان.
ارتدى الخفتان العديد من السلاطين العثمانيين في الإمبراطورية العثمانية، وذلك قصد الزينة، حيث اشتهر هذا النوع من الملابس في تلك الفترة بالألوان الزاهية والأنماط المختلفة ثم الشرائط الطويلة والأزرار.
كان يرتدي الخفتان من قبل سلاطين الإمبراطورية العثمانية. وتشير الزخارف الموجودة على الثوب، من الألوان والأنماط والأشرطة والأزرار، إلى رتبة الشخص الذي يرتديه. في النصف الأول من القرن الرابع عشر، استولى أورخان غازي على بورصة وجعلها العاصمة العثمانية. كان التطريز الذهبي أحد التخصصات الرئيسية في بورصة، من بين التخصصات الأخرى ذات الصلة بالنسيج، ويشير الأرشيف إلى أن خفاتين مصنوعين من أجود أنواع المخمل المطرز بالذهب في بورصة تم إعدادهما لختان ابني جيليبولو بك سنان باشا في عام 1494.
من القرن 14 وإلى القرن 17، كان الخفتان يصنع من منسوجات مختلفة وعلى هيئات وأنماط متعددة، حيث كان تارة مزخرفا وتارة لا، وخلال النصف الثاني من القرن 17، أصبحت معظم الخفاتين مصنوعة من الأقمشة الثمينة مع امتيازها بخطوط عمودية من مختلف المطرزات والأقمشة.
وعموماً، فمعظم الأقمشة مصنعة في تركيا خاصة في كل من إسطنبول وبورصة. ولكن بعض المنسوجات جاء من مناطق بعيدة مثل البندقية، جنوة، بلاد فارس، الهند وحتى الصين. حيث أن هناك خفاتين مصنوعة من المخمل، aba, bürümcük (نوع من الكريب مع الاعوجاج الحرير والقطن لحمة)، canfes, çatma (الثقيلة الحرير والديباج)، جيزي، ديبا (الفارسي دیبا)، hatayi, kutnu, kemha, seraser (الفارسي سراسر) (نسيج الديباج مع الاعوجاج الحرير والذهب أو الفضة الخيط المعدني لحمة)،  serenk, zerbaft (الفارسي زربافت)، tafta (الفارسي تافته). أفضل الألوان كانت النيلي والأزرق، kermes الأحمر، البنفسجي، pişmis ayva واللحام الأصفر.
في متحف توبكابي في إسطنبول تم الاحتفاظ بمجموعة كبيرة من الأزياء العثمانية والخفتان والمنسوجات.

## الفرق بين خفتان و قفطان
يعتبر القفطان رمزا للهوية المغربية وتراثا مغربيا أصيلا ويختلف أصلا وشكلا عن الخفتان الذي كان عبارة عن عباءة مفتوحة من الأمام تلبس فوق الملابس وهذا ما أكدته الباحثة والدكتورة التركية Mufidah Abdlnor Kassir في كتابها الشهيرHistorical Development of the Caftan Costume الذي أكدت فيه على أن لفظ قفطان أو خفتان كان يطلق على كل لباس طويل وفضفاض بغض النظر على أصله وشكله وتميزت بعض الحضارات بنوع من القفاطين اختلفت أشكالها من بلد إلى اخر. وصف القفطان:
《عادة ما يرتدي القفطان الرجال والنساء على حد سواء، ومن قبل كل من الناس من الطبقة العليا والمتوسطة، ويسمى أحيانًا الدفينة (القطعة التحتية للتكشيتة المغربية) في المغرب. وهي عبارة عن ثوب طويل ممتلئ يشبه المعطف يحيط بالخصر مع وشاح من القماش المطرّز، الحزام أو المضمة، الذي يحصر القفطان ويحمل خنجرًا مائلًا للفضة، نادرًا ما يُرى الرجال بدونه. يحتوي الثوب على خط رقبة دائري مع أو بدون طوق ثابت وشقوق في طبقات جانبية. يتم تثبيت الفتحة الأمامية بالعديد من الأزرار والحلقات الذهبية الصغيرة أو العقاد. الأكمام مستقيمة وطويلة. عادة ما يكون القفطان مصنوعًا من ألياف القطن أو الحرير أو الصوف أو الأقمشة المخملية وهي الأثواب الأكثر استعمالا أو خيط فضي. الأثواب تكون من أي لون غالبا داكنة. حواف القفاطين مطرزة بالذهب. القفطان يتناسب حول منطقة الورك ويغطي الجسم كله من الرقبة إلى أسفل القدمين.》

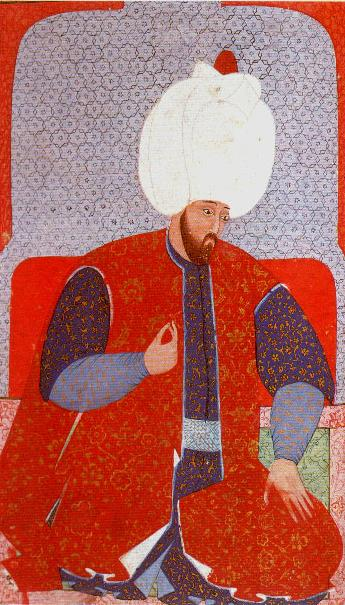
الخفتان عبارة عن رداء مفتوح من الأمام يلبس فوق الملابس
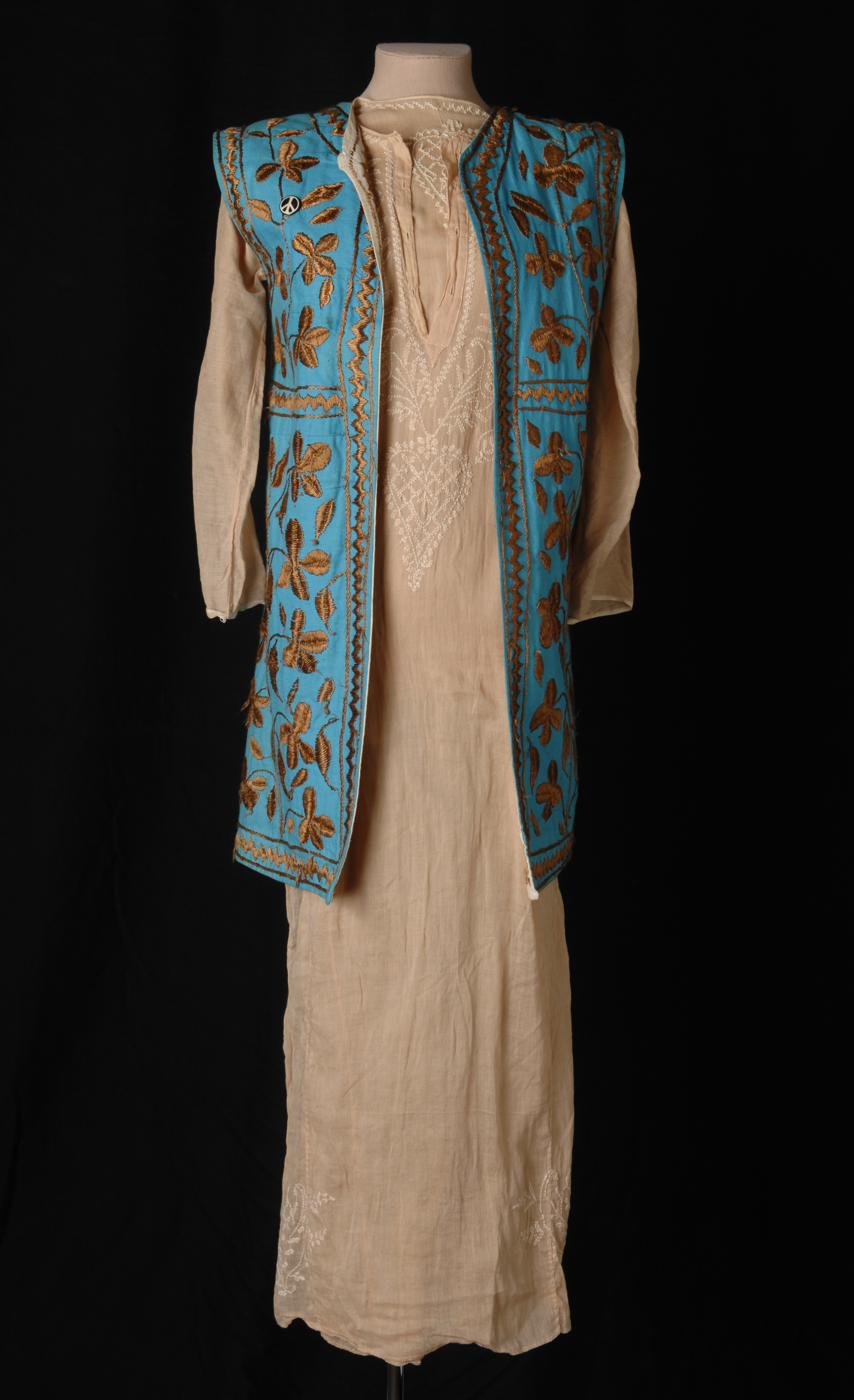
نوع من الخفتان